# Mecistocephalus pauliani
Mecistocephalus pauliani är en mångfotingart som beskrevs av Lawrence T.C. 1960. Mecistocephalus pauliani ingår i släktet Mecistocephalus och familjen storhuvudjordkrypare.
Artens utbredningsområde är Madagaskar. Inga underarter finns listade i Catalogue of Life.